# Пічахчі Микола Артурович
Микола Артурович Пічахчі (1991—2022; позивний «Мeх») — український прикордонник, загинув під час оборони міста Маріуполя у квітні 2022 року. Кавалер ордена «За мужність» ІІІ ступеня.

## Життєпис
Народився 1 червня 1991 в місті Маріуполь Донецької області. Мав грецьке коріння. Навчався в міській загальноосвітній школі №7, а потім закінчив Маріупольський електромеханічний технікум, отримавши фах електромеханіка. Згодом здобув вищу освіту в Харківському національному університету міського господарства ім.О.М. Бекетова.
Присвятив себе роботі в Державній прикордонній службі України.
Від початку повномасштабного вторгнення брав участь у боях за Маріуполь у складі 23-го загону морської охорони. 
Група прикордонників, у складі якої був і Микола, також взяла на себе задачу доправляти поранених в шпиталь на комбінат «Азовсталь». 7 квітня 2022 року під час виконання бойового завдання в його човен, яким перевозили поранених, влучив снаряд ворожого ракетного комплексу. Посмертно нагороджений орденом «За мужність» ІІІ ступеня.
У захисника залишилися батьки, дружина, син та донька .